# アゲ・サゲ
アゲとサゲは、日本語のスラングの一種。「最高・最低」という意味のギャル語で、主に「気分が上がる、下がる」というふうに使う。進化版として「アゲぽよ・サゲぽよ」などがある。

## 発端
ファッションモデルの川端かなこは自身のブログで、この言葉はモデル仲間の細井宏美と生み出した言葉だと主張している。本人曰く、2008年春あたりから細井と使い始め、最初は周囲に笑われていたが、徐々に広まっていったという。川端は、この件に関してギャル雑誌『men's egg』に表彰された。

## 言葉の発展
アゲぽよ・サゲぽよ
意味や用途は同じ。語尾の「ぽよ」は特に意味はないが、『産経新聞』は「可愛い語尾」として付けたのではないかと分析している。2010年6月頃からギャルモデルを中心にブログなどで使われ始め、さらに一般ブロガーに浸透。その後、ギャルたちの日常会話でも頻繁に使われる様になった。ギャル向けリサーチ&ランキングサイト「ギャルリサーチプレス」による、2010年「ギャル的流行語大賞」の1位に選ばれた。ちなみに同年の9位に「アゲ・サゲ」も入った。なお「死ねぽよ」などの類義語も存在する。
テンアゲ・テンサゲ
こちらは「テンションが上がる、下がる」の意味であり、テンアゲは2012年の女子中高生ケータイ流行語大賞の5位に入賞した。